# Anua umbrilinea
Anua umbrilinea är en fjärilsart som beskrevs av George Francis Hampson 1902. Anua umbrilinea ingår i släktet Anua och familjen nattflyn. Inga underarter finns listade i Catalogue of Life.